# Максимівка (Куп'янський район)
Макси́мівка — село в Україні, у Шевченківській селищній громаді Куп’янського району Харківської області. Населення становить 67 осіб. До 2020 орган місцевого самоврядування — Петропільська сільська рада.

## Географія
Село Максимівка знаходиться біля витоків річки Середня Балаклійка. На відстані до 1 км розташоване село Колісниківка. У селі бере початок Яр Гнилий.

## Історія
- 1920 — дата заснування.

- 12 червня 2020 року, відповідно до Розпорядження Кабінету Міністрів України № 725-р «Про визначення адміністративних центрів та затвердження територій територіальних громад Харківської області», увійшло до складу Шевченківської селищної територіальної громади[1].
- 19 липня 2020 року, в результаті адміністративно-територіальної реформи та ліквідації Шевченківського району, село увійшло до складу новоутвореного Куп'янського району Харківської області[2].

## Економіка
- ПП «Черв'яков», риборозведення.